# کوریت
کوریت  (به انگلیسی: Curite) با فرمول شیمیایی PbO. 8UO3. 4H2O از مجموعه کانی هاست و رادیواکتیویته قوی دارد. از نام فیزیکدان فرانسوی P.Curie اخذ شده‌است. به سختی در اسیدها حل می‌شود و با Pb واکنش می‌دهد. PbO:۲۲٫۱۰٪  UO۲:۷۵٫۵۲٪  H2O:۲٫۳۸٪  برای اولین بار در زئیر کشف شد و از نظر شکل بلور: خوشة جواهری، رنگ: زرد - قرمز نارنجی - قهوه‌ای زرد، شفافیت: نیمه کدر، جلا: الماسی، رخ: کامل- مطابق با سطح ,، سیستم تبلور: ارترومبیک و در رده‌بندی اکسید است همچنین خاصیت مغناطیسی ندارد و منشأ تشکیل آن زون‌های اکسیدان ثانوی U دار است.
همایند کانی‌شناسی (پارانژ) آن - کازولیت- مونازیت- آلانیت- اورانینیت است
، از نظر ژیزمان بلوری دانه ریز- توده‌ای - دانه‌ای - بلوکی - پسودومرف کمیاب است و بیشتر در آلمان غربی، ماداگاسکار، استرالیا یافت می‌شود.

## منبع
- پردیس کشاورزی ایران